# Bird Islands (Nunavut)
Bird Islands – niezamieszkane wyspy arktyczne w regionie Qikiqtaaluk, Nunavut, w Kanadzie. Pod względem położenia bliżej im do Półwyspu Melville’a niż do Ziemi Baffina.